# 1940年八路军编制序列
1940年八路军编制序列，为列举1940年冬国民革命军第八路军的编制序列。
根据国共两党达成的协议，1937年8月，中国工农红军主力改编为国民革命军第八路军，简称八路军，团结抗日。该部队仍归属中共中央军事委员会直接领导与指挥。同年9月11日，按照全国抗一的战斗序列，又称为第18集团军，总司令为朱德，副总司令为彭德怀。但对内仍称八路军。
八路军自建制以来逐步进行扩编，至1940年，其下属已经包括115师、山东纵队（原第1纵队）、120师兼西北军区、129师、冀鲁豫军区兼第2纵队、晋察冀军区兼第3纵队、第4纵队、第5纵队、陕甘宁留守兵团、抗日军政大学等。总兵力为400,000人。

## 背景

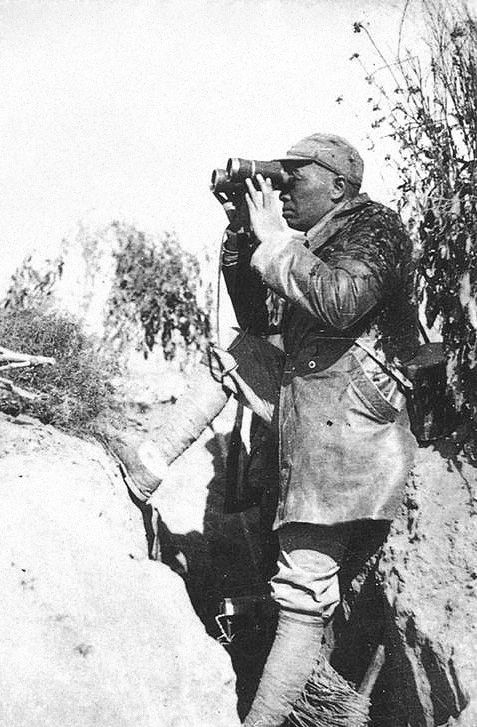
八路军副总司令彭德怀在百团大战关家垴前线的炮团哨所观察敌情，指挥战斗

自1938年秋，侵华日军开始与中华民国国民政府接触求和；而国共军队在山西、河北、江南的摩擦一直不停。迫于压力下，1939年，罗荣桓与陈光率八路军115师师部和主力一部进入山东鲁西地区，重组山东纵队并在山东建立牢固的抗日敌后根据地，进行卓有成效的扩军以及扩编。120师与129师则继续在山西、河北一带进行扩编；其中，晋系军阀阎锡山发动十二月事变，围攻薄一波领导的山西新军，事后五万余山西新军编入八路军120师、129师编制。1940年3月，日军扶植汪精卫的“南京国民政府”成立。抗日局势日趋恶化下，1940年，八路军晋察冀军区、120师、129师发动20万人参加的百团大战，与日军展开大规模正面作战。
该战役虽然获得大量武器装备、以及提升全国民众抗日气氛。但亦造成八路军大量伤亡，以及日军、国军对八路军实力的正视。此使得国民政府停止向八路军进行物质补充，以及侵华日军长达数年的扫荡与“三光政策”。皖南事变后，八路军的第4纵队、第5纵队亦补充事变中被国军围剿的新四军兵力。八路军自1941、42年开始遭受物质困乏以及兵源减少的威胁。

## 总部
- 总指挥：朱德、副总司令：彭德怀
- 参谋长：叶剑英、副参谋长兼前总参谋长：左权
- 政治部主任：王稼祥

- 野战政治部：主任罗瑞卿、副主任陆定一
- 后勤部：部长兼政治委员杨立三、政治部主任谢瀚文
  - 供给部：部长周玉成
  - 卫生部：部长孙毅之
  - 军工部：部长刘鹏
  - 兵站部：部长杨立三兼
- 特务团：团长欧致富、政治委员曹光琳、参谋长陈雪莲
- 炮兵团：团长武亭、政治委员邱创成

- 抗日军政大学：校长林彪、副校长滕代远、教育长何长工、训练部长王智涛、政治部主任张际春、校务部长周文龙、秘书长欧阳毅

## 第115师

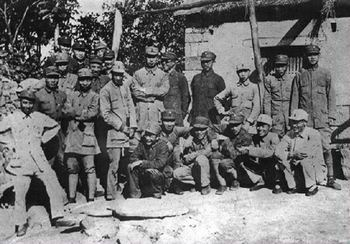
1940年9-10月，罗荣桓与陈光在鲁南天宝山区的挑峪村主持召开115师高级干部会议

1938年12月，第115师师部率领第343旅离开开赴山东。1940年10月，部队整编为六个教导旅。代理师长陈光、政治委员罗荣桓、参谋长陈士榘、政治部主任肖华。
- 司令部
  - 作战科长：李作鹏
  - 通信科长：周涌
  - 管理科长：肖鸣
  - 教育科长：袁仲贤
  - 机要科长：何祖福

- 政治部：
  - 秘书长：张雄
  - 组织部长：梁必业
  - 宣传部长：赖可可
  - 锄奸部长：苏孝顺（苏静）
  - 民运部长：李清
  - 敌工部长：王立人
  - 统战部长：张雄

- 供给部：部长吕麟、政治委员彭显伦、副部长刘振
- 卫生部：部长谷广善、政治委员李宽和、副部长刘振

### 教导第一旅
- 教导第一旅，旅长彭明治、政治委员朱涤新、副旅长田守尧、政治部主任郭成柱。1940年8月，由苏鲁豫支队改称，仍用原番号，归八路军第五纵队。同年10月10日，改称教导第1旅，归建115师。
  - 第一团：团长胡炳云、政治委员田维扬、副团长朱庆祥、参谋长颜立云、政治部主任宋维栻
  - 第二团：团长周长胜、政治委员冯志祥、参谋长楚牒华、政治部主任邱子明
  - 第三团：团长俞增林、政治委员王良太

### 教导第二旅
- 教导第二旅，由独立支队第1团、鲁南支队、苏鲁支队编成。旅长曾国华、政治委员符竹庭、副旅长张仁初、参谋长何以祥、政治部主任王麓水
  - 第四团：团长蔡正国、政治委员曾明桃、副团长贾耀祥、政治部主任吴岱
  - 第五团：团长胡云生、政治委员彭嘉庆、副团长王根培、政治部主任杨永松
  - 第六团：团长贺东升、政治委员刘西元、副团长钟本才、政治部主任王丙三

### 教导第三旅兼鲁西军区
- 教导第三旅兼鲁西军区，旅长兼司令员杨勇，政治委员苏振华，副旅长王秉璋，参谋长何德全，政治部主任曾思玉。
  - 第七团：团长刘正，政委杨俊生，副团长齐丁根，参谋长程政杰，政治处主任钟学林
  - 第八团：团长夏德胜，政委李士才，副团长王冰哉，参谋长王晓，政治处主任邱意发
  - 第九团：团长何光宇，政委刘汉，副团长杨育才，参谋长刘克奎，政治处主任郭华
  - 第1军分区，司令员刘贤权、政治委员李冠元，参谋长马宗凯，政治部主任辛俊卿
  - 第2军分区，司令员兼政治委员刘星，副司令李春芳，参谋长张直，政治部主任许力
  - 第3军分区，司令员兼政治委员王乐亭，参谋长杨海涛，政治部主任郭显燕
  - 第4军分区，司令员兼政治委员石新安，副司令刘志远，政治部主任杨径陈

### 教导第四旅兼湖西军区
- 教导第四旅兼湖西军区，旅长兼司令员邓克明，政治委员张国华，副旅长杨尚儒，政治部主任欧阳文。
  - 第十团：团长李金铎，政委戴润生，副团长肖明，参谋长王志发，政治处主任方国南。
  - 第十一团：团长匡斌，政委刘仁贵，副团长王寿匀，参谋长周桂安，政治处主任李由。
  - 独立团：团长卢迪，政委曾子鲁，副团长杨运海。

### 教导第五旅
- 教导第五旅，旅长梁兴初、政治委员罗华生，副旅长吴世安，参谋长李梓斌，政治部主任刘兴元。
  - 第十三团：团长江燮元，政委覃士冕，政治处主任江拥辉
  - 第十四团：团长胡大荣，政委叶绍贤，副团长潘凤举
  - 第十五团：团长吴觉，政委晏成山

### 教导第六旅兼冀鲁边军区
- 教导第六旅兼冀鲁边军区，旅长兼司令员邢仁甫，政治委员周贯五，副旅长龙书金，参谋长杨铮侯，政治部主任杨忠。
  - 第十六团：团长杨承德，政委陈德，副团长杜步舟
  - 第十七团兼第2军分区，团长兼司令员龙书金、政治委员曾旭清，政治处主任李恒泉。
  - 第十八团：团长杨柳新，政委杨爱华。
  - 第1军分区，司令员石景芳，政治委员杜子孚。
  - 第3军分区，政治委员李广文，副司令李永安。

### 鲁南军区
- 鲁南军区，司令员张光中，政委兼政治部主任邝任农，副司令孙伯龙，参谋长肖家贞
  - 第1军分区：司令张光中，政委邝任农
  - 第2军分区：司令梁兴初，政委杨涤生
  - 第3军分区：司令肖明，政委许言
  - 第4军分区：司令石世良，政委李乐平
  - 运河支队：队长胡大勋，政委朱道南
  - 峄县支队：队长潘振武，政委纪华
  - 边联支队：队长万春圃，政委曾明桃，副队长宋鲁泉
  - 沂河支队：队长王献庭，政委韩去非

## 山东纵队（原第1纵队）
1939年5月，成立八路军第一纵队，司令员徐向前、政治委员朱瑞，统一指挥山东境内与冀鲁边、苏北等地区的八路军各部队。1940年6月以后，山东纵队番号恢复使用。1940年9月至11月，山东纵队部队进行整编，先后成立四个旅以及三个支队。总指挥张经武、政治委员黎玉、副指挥王建安、政治部主任江华、参谋处长罗舜初。
- 抗日军政大学第一分校，校长周纯全、政治委员李培南。该分校1938年底由延安组建，之后开赴晋东南。1939年11月迁往山东沂蒙山区，归山东纵队领导。

- 特务第1团：团长李发，政委张玉华，参主任吴克南，政治处主任谢永勋
- 特务第2团：团长王吉文，政委刘涛，政治处主任陈小峰

### 第一旅

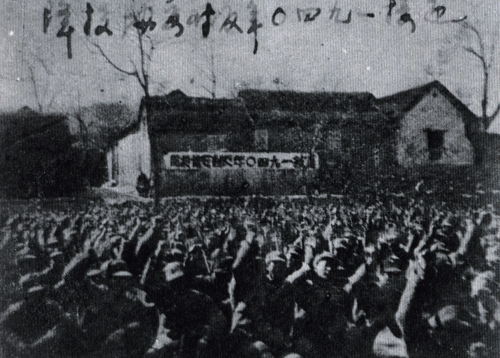
1940年，山东八路军以及共产党在沂蒙根据地举行反对妥协投降大会

- 第一旅，旅长王建安（兼），政委周赤萍，副旅长廖容标，参谋长钱钧，政治部主任汪洋
  - 第一团：团长李福泽，政委王文轩，参谋长刘木山
  - 第二团：团长吴瑞林，政委李伯秋，副团长王凤麟，政治处主任孟英
  - 第三团：团长陈奇，政委陈宏，参谋长丁松江，政治处主任胡寅
  - 第四团：团长刘毓泉，政委王文介

### 第二旅
- 第二旅，旅长孙继先，政委江华（兼），副旅长刘海涛，参谋长刘国柱，政治部主任孔繁彬
  - 第四团：团长王永禄，政委杨道和，副团长赖光东，参谋长王晓，政治处主任董超
  - 第五团：团长刘涌，政委刘仲华，政治处主任谢邦治
  - 第六团，团长马耀伦，政委王建青，副团长赵昭，参谋长程勇，政治处主任牟景途

### 第三旅
- 第三旅，旅长许世友，政委刘其人，副旅长杨国夫，参谋长马千里，政治部主任徐斌洲
  - 第七团：团长郑大林，政委孙正
  - 第八团：团长罗绍卿，政委李曼村，副团长许云轩
  - 第九团：团长赵寄舟，政委岳拙元，副团长董有炳

### 第五旅
- 第五旅，旅长吴克华，政委高棉纯，参谋长赵一萍，政治部主任张铎
  - 第十三团：团长李绍桥，政委苏晓风，参谋长王翼
  - 第十四团：团长于得水，政委雨晴
  - 第十五团：团长梁海波，参谋长陈智和，政治处主任李丙令

### 第一支队
- 第一支队，支队长胡奇才，政委王子文，副司令陆升勋，参谋长吴奎文，政治部主任李建梓
  - 第一团：团长刘怀文，政委李志南
  - 第二团：团长杨万兴，政治处主任张圣符

### 第四支队
- 第四支队，支队长赵杰，政委王一平，副队长徐化鲁，参谋长程绪润，政治部主任李枚青
  - 第一团：团长单洪，政委石新
  - 第二团：团长叶春桥，政委薛绍庚，副团长刘朱船

### 第五支队
- 第五支队，支队长王彬，政委王文，副司令高嵩，参谋长胡铁生，政治部主任仲曦东
  - 第一团：团长周光，政委张寰旭，参主任周亚泉
  - 第二团：团长邱戎，政委蔡雍泉，副团长肖平，政治处主任曲维善
  - 第三团：团长李肇歧，政委王檐雨，政治处主任赵鼓

### 第三军区
- 第三军区，司令员高锦纯，政委宋澄，副司令高嵩
  - 独立支队，支队长邵子厚，政委朱则民

## 120师兼西北军区

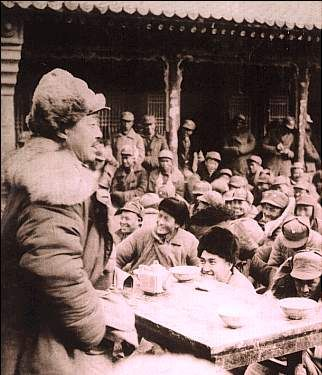
1940年3月10日，贺龙在山西临县窑头120师和山西新军参谋长会议上讲话

120师兼西北军区，师长兼军区司令员贺龙、政治委员关向应、副司令员续范亭、参谋长周士第、政治部主任甘泗淇。
1938年12月底，第358旅主力进入河北中部。随后留晋西北的第714团、警备第6团等部队为基础，成立新358旅，即彭358旅。1939年3月，原第358旅715团、716团与冀中军区独立第4、5支队合编为120师独立旅（5月改为独立第一旅）、独立第二旅。同年9月，独立第2旅改为第358旅（亦张358旅）。1940年4月，彭358旅改称独立第2旅。1939年底，山西新军与阎锡山部国军发生冲突，并遭围攻，此后薄一波率领山西新军加入八路军编制，其中晋西北部队归120师。
- 司令部
  - 参谋处处长：唐健伯
    - 第一科科长：鲁赤诚
    - 第二科科长：周同
    - 第三科科长：廖述云

  - 教育科科长：杨伯让
  - 队列科科长：严海方
  - 副官处处长：杜世兴
  - 军法处处长：黄新远

- 政治部 
  - 总务处处长：贺翼章
  - 组织部部长：朱明
  - 宣传部部长：徐文烈
  - 锄奸部部长：李俭珠
  - 民运部部长：薛少卿
  - 敌工部部长：陈钟

- 供给部：部长陈希云、政委周则盛、副部长范子瑜
- 卫生部：部长曾育生、政委刘运生、副部长贺彪

- 直属特务团：团长喻楚杰，政委冼恒汉，教育主任方复生，政治处主任杨尚高
- 直属教导团：团长杨嘉瑞，政委范忠祥，副团长彭家诗，参谋长欧阳藩，政治处主任朱民亲
- 决死特务团：团长陈菊生，政委张效忠，副团长柴汉生，政治处主任郑绍宁
- 雁北第6支队：支队长刘华香

### 独立第2旅兼第2军分区
- 独立第2旅兼第2军分区，旅长兼司令员彭绍辉，政治委员张平化，参谋长李文清、政治部主任刘惠农。下属
  - 独立第2旅
    - 第714团：团长张绍武、政委张世良、参谋长范哲祥、政治处主任潘振华
    - 第9团：团长李发应、政委王定一、参谋长秦实庵、政治处主任黄立清
    - 第5团：团长曾征、政委罗斌、参谋长张全忠、政治处主任寻光仰

  - 山西新军暂编第1师，师长续范亭，政委赤饶执，参谋长张希钦，政治部主任饶兴
    - 第36团：团长高永祥、政委严尚林、副团长杨文安、政治处主任严尚林
    - 第37团：团长张德、政委王燕士、参谋长王文礼、政治处主任王燕士

### 第358旅兼第3军分区
- 第358旅兼第3军分区，旅长兼司令员张宗逊、政治委员李井泉、副旅长贺炳炎、参谋长李夫克、政治部主任金如柏、副主任肖新春：
  - 第716团：团长黄新廷、政委廖汉生、参谋长王绍南、政治处主任颜金生
  - 第7团：团长徐立树、政委杨秀山、副团长唐金龙、参谋长吴子杰、政治部主任梁仁芥
  - 第8团：团长刘彬、政委余秋里、副团长左清臣、政治处主任张元和

### 独立第1旅兼第4军分区
- 独立第1旅兼第4军分区，旅长高士一、政治委员朱辉照、副旅长兼司令员王尚荣、政治委员白坚、参谋长谷志标，政治部主任杨琪良，副参长黄荣忠；下属
  - 第715团：团长顿星云，政委汤成功，参谋长鲁赤诚，政治处主任吴融峰
  - 第2团：团长傅传作，政委幸世修，参谋长彭济民，政治处主任罗洪标
- 山西青年抗敌决死队第4纵队，司令员雷任民，政委李力果，副队长孙超群
  - 第19团：团长冯基平，副团长孙桂亭，政治处主任杨叶澎 `
  - 第20团：团长王梦祥，政治处主任刘仰峤
  - 第35团：团长李宝森，政委刘振堂，副团长李克林

### 山西青年抗战决死队第2纵队兼第8军分区
- 山西青年抗战决死队第2纵队兼第8军分区，司令员韩钧、政治委员王逢源
  - 山西青年抗战决死队第2纵队
    - 第4团：团长李绍忠，政委刘德明，政治处主任吴罡
    - 第5团：团长刘绍先，政委李文炯，副团长潘峰，政治处主任王玉波
    - 第6团：团长熊均，政委李曙森，政治处主任李树生

  - 山西新军工人武装自卫旅，旅长兼政委侯俊岩，参谋长张新华，政治部主任李明
    - 第21团：团长周子祯，副团长彭凯，政治处主任麻志浩
    - 第22团：团长彭家诗、彭敏(后) ，政治处主任王庆生

  - 洪赵纵队：纵队长兼政委解学恭

### 第120师骑兵支队
- 第120师骑兵支队（原大青山支队），支队长姚喆[2]
  - 第1团
  - 第2团
  - 第3团
  - 第4支队

## 第129师

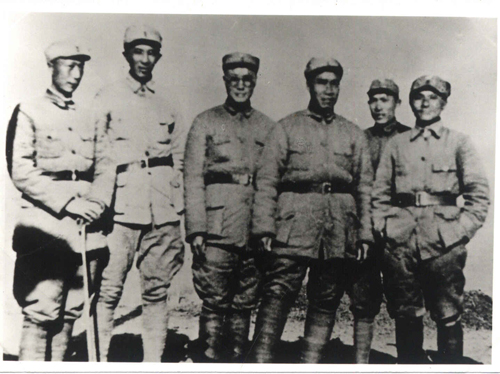
1940年3月，晋东南桐峪129师师部合影。左起：聂荣臻、罗瑞卿、刘伯承、朱德、蔡树藩、邓小平

第129师于1940年6月进行整编，编成3个二级军区（太行军区、太岳军区、冀南军区）、9个旅，不包含山西新军。山西新军因为1940年初于阎锡山部国军进行交战，随后编入八路军，其中晋西南部队编入第129师。师长刘伯承、政治委员邓小平、参谋长李达、政治部主任蔡树藩、副主任黄镇。
1940年11月，建立抗日军政大学第6分校，校长刘忠、政治委员黄欧东。
- 参谋处：处长邓仕俊
- 组织部：部长徐立清
- 宣教部：部长朱光
- 民运部：部长秦武山
- 敌工部：部长项立本
- 锄奸部：部长卜胜光
- 生产部：部长张克诚
- 军法处：处长丁武选
- 总务处：处长鲁加汉
- 巡视团：主任吴富善
- 供给部：部长施作林
- 卫生部：部长钱信忠

- 直属骑兵团：团长黄家景、政委况玉纯、副团长曾玉良
- 师特务团：团长皮定钧、政委鲁瑞林、参谋长熊心乐、政治处主任郭万福

### 太行军区（由129师直接兼）

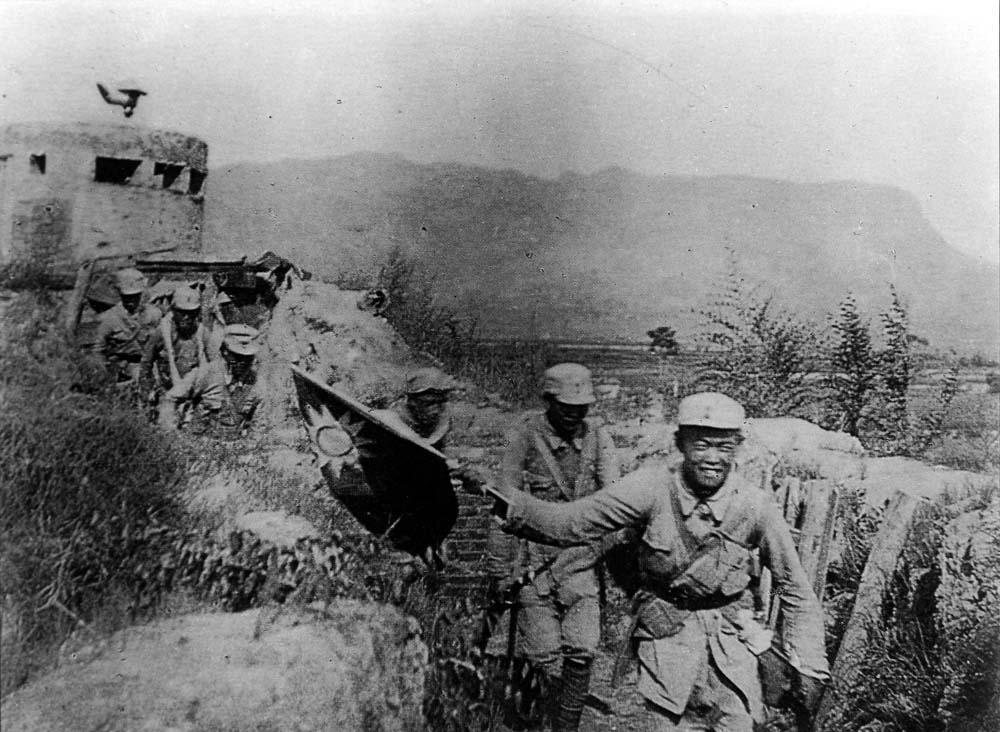
百团大战中的八路军光復娘子關，高舉中國國旗

- 新编第11旅，旅长尹先炳、政委黄振堂，副旅长秦基伟，政治处主任郭峰，副主任杨克冰
  - 第31团：团长曾纪云，政委梁君，副团长刘良贤，参谋长白珂，政治处主任刘文勇
  - 第32团：团长宗书阁，政委李振，副团长周明国，参谋长王兴照，政治处主任李艺林
  - 第33团：团长胡震

- 第1军分区，司令员秦基伟、政委高扬
- 第2军分区，司令员张国传、政委赖若愚
- 第3军分区，司令员郭国言、政委王一伦
- 第4军分区，司令员石志本、政委王孝慈
- 第5军分区，司令员皮定均、政委鲁瑞林

### 第386旅兼太岳军区
太岳军区由1940年6月建立。司令员陈赓、政治委员王新亭、参谋长周希汉、政治部主任苏精诚。
- 第386旅，旅长陈赓、政治委员王新亭、参谋长周希汉、政治部主任苏精诚。
  - 第772团：团长郭国言，政委程悦长，副团长查玉升，参谋长闽学胜，政治处主任胡裕文
  - 第16团：团长谢家庆，政委张春森，副团长黄仕友，参谋长李明，政治处主任常祥考
  - 第17团：团长陈正宏，政委刘达瑄，副团长陈康，参谋长田永智，政治处主任黄祖华
  - 第18团：团长关兴学，政治处主任牛兆林
  - 独立团：团长张方，政委关盛志，副团长李金安，参谋长祁千顺，政治处主任丁民军

- 第1军分区：司令员刘绍棠、政治委员金世柏
- 第2军分区：司令员张汉丞、政治委员史健
- 第3军分区：司令员王清川、政治委员孙雨亭

### 冀南军区
冀南军区，司令员陈再道、政治委员宋任穷、副司令员王宏坤、参谋长范朝利、政治部主任刘志坚。
- 新编第7旅，旅长易良品，政治委员文建武，副旅长邹国厚，参谋长雷绍康，政治处主任钟汉华。
  - 第19团：团长李定钧、政委周发田、参谋长刘明鉴、政治处主任王心高
  - 第20团：团长徐绍恩、政委刘志朝、副团长余品轩、参谋长何济林、政治处主任李汉英
  - 第21团：团长黄光霞、政委刘诗松、副团长张贤廷、参谋长姚凤林、政治处主任姚克祐

- 新编第8旅，旅长张维翰，政治委员肖永智、副旅长王近山、参谋长周光策、政治处主任王幼平
  - 第22团：团长田厚义、政委于笑虹、副团长徐国富、参谋长王润怀、政治处主任刘理连
  - 第23团：团长郝国藩、政委李大清、副团长罗崇福、参谋长黄依仁、政治处主任刘昌
  - 第24团：团长罗崇福、政委蒋洪钧、副团长万德坤、参谋长赵仁山、政治处主任张谭

- 新编第9旅，旅长桂干生、政委李定钧、政治处主任王贵德
  - 第25团：团长李林、政委陈伯禄、副团长黄光霞、参谋长吕漾、政治处主任贺亦然
  - 第26团：团长赵鹤亭、政委王家善、副团长赵海枫、参谋长王明坤、政治处主任李大磊
  - 第27团：团长陈耀元、政委杨树根、副团长荣子文、参谋长张俊峰、政治处主任王毕

- 第1军分区：司令员丁先国、政治委员刘大坤
- 第2军分区：司令员吴诚忠、政治委员王贵德
- 第3军分区：司令员高厚良、政治委员李定灼
- 第3军分区：司令员杨宏明
- 第3军分区：司令员赵义京、政治委员杨树根

### 第385旅

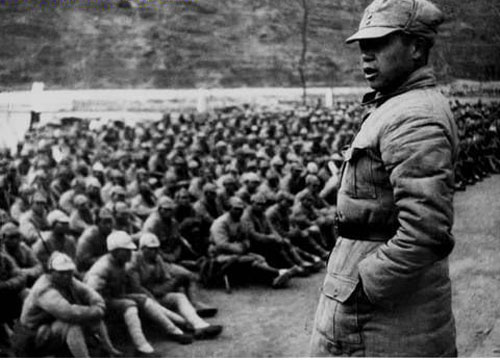
1940年5月，时任129师385旅旅长的陈锡联在百团大战前作战斗动员

- 旅长陈锡联、政治委员谢富治、副旅长赵辉楼，参谋长曾绍山，政治处主任卢仁灿 
  - 第769团：团长郑国仲，政委鲍先志，副团长马忠全，政治处主任周亚杰
  - 第13团：团长石志本，政委肖德明，副团长肖永银，参谋长李子钧，政治处主任曾庆梅
  - 第14团：团长孔庆德，政委赵兰田，副团长刘鹤亭，参谋长韩卫民，政治处主任赵兰田

### 新编第一旅
- 旅长韦杰、政治委员唐天际、副旅长黄新友、参谋长何柱成、政治副主任杨伯笙
  - 第1团：团长黄新友、政委陈力、参谋长周凯东、政治处主任绍文斗
  - 第2团：团长方生普、政委敖纪民、政治处主任周固礼

### 新编第四旅
- 旅长徐深吉、政治委员吴福春、副旅长杜义德、参谋长李茂思、政治处主任袁鸿化
  - 第771团：团长徐绍华、政委张百春、副团长贾建国、参谋长周力夫、政治处主任吕琳
  - 第10团：团长陈子斌、政委吴宗先、副团长周其春、参谋长邓岳、政治处主任沈钦尧
  - 第11团：团长李继孔、政委杜承志、副团长程其准、参谋长陈明春、政治处主任赖达元

### 新编第十旅
- 旅长范子侠、政治委员赖际发、副旅长汪乃贵、政治处主任黄欧东
  - 第28团：团长齐开宏、政委刘应启、副团长黄长轩、参谋长姜殿富、政治处主任宋志兴
  - 第29团：团长宗凤洲、政委舒烈光、副团长吴子彦、参谋长陈福章、政治处主任吴飘萍
  - 第30团：团长胡霞、政委张国传、副团长葛海洲、政治处主任姜大化

### 山西青年抗敌决死队第一纵队

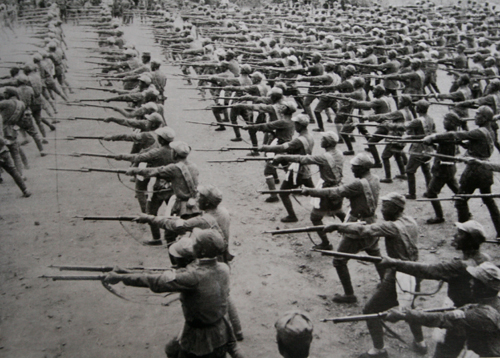
山西青年抗敌决死队将士在训练刺杀

- 1940年春，晋东南的山西新军加入八路军编制。山西青年抗敌决死队第一纵队司令员兼政委薄一波、副队长牛佩琮、参谋长李成芳、政治部主任周仲英
  - 第25团：团长苏鲁、参谋长李懋之、政治处主任王观潮
  - 第38团：团长蔡爱卿、政委刘友光、参谋长余秉钧
  - 第42团：团长刘丰、政委南静之、副团长高子和
  - 第57团：团长黎锡福、政委周义忠、参谋长张宦、政治处主任郭寿征
  - 第59团：团长胡兆祺、政委高德西、参谋长吕尧卿、政治处主任霍程秀

### 山西青年抗敌决死队第三纵队
- 司令员戎子和、政治委员董天知、副队长李寿轩、参谋长刘昌义、政治部主任车敏瞧。
  - 第7团：团长余伦胜、政委高治国、副团长黄殿基
  - 第8团：团长谭友夫、副团长吴凤高、参谋长陈瑞符
  - 第9团：团长刘胜斌、政委郝培苗、参谋长王毓淮

### 山西新军政卫队第212旅
- 山西新军政卫队第212旅，司令员孙定国、政治委员马英、参谋长涂则生、政治处主任朱佩瑄
  - 第54团：团长彭之久、政治处主任白相文
  - 第55团：团长王荣、副团长张光日、政治处主任邹泽民
  - 第56团：团长薛克忠、政治处主任肖平

## 第2纵队兼冀鲁豫军区

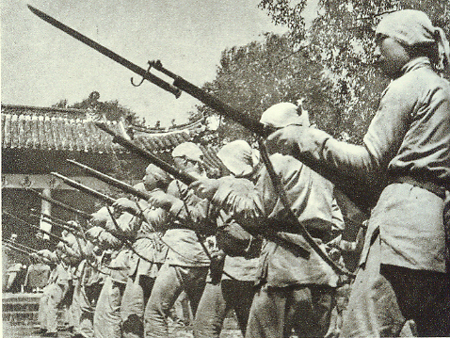
马本斋率领的回民支队进行刺杀训练

出于加强对冀南、豫北和鲁西南等地区的发展，中共中央北方局于1940年3月建立中共冀鲁豫区委员会。次月，命八路军第二纵队政治委员黄克诚率第344旅、华北抗日民军第1旅到达冀鲁豫地区；与杨得志率领的八路军冀鲁豫支队统一整编，组成新的第二纵队，并同时成立、兼管八路军冀鲁豫军区。黄克诚不久则率第5纵队再次南下。
第2纵队兼冀鲁豫军区，司令员左权（兼）、杨得志代理。政治委员兼军区司令黄克诚、参谋长韩振纪、政治部主任崔田民。
- 第一军分区，司令员赵遵康、政治委员王凤梧
- 第二军分区，司令员周桂生、政治委员张应魁
- 第三军分区，司令员张耀汉

- 独立团团长张方，政治委员关盛志。

### 华北抗日民军第1旅
- 华北抗日民军第1旅，旅长朱程、政治委员闻允志，参谋长朱绍华，政治部主任魏明伦。
  - 第1团：团长石良友，政治委员张思英
  - 第3团：团长朱展，政治委员张勇

### 新编第2旅
- 新编第2旅，旅长杨得志（兼），后任田守尧。政治委员吴信泉，参谋长卢绍武，政治部主任李雪三。
  - 第4团：团长傅春早，政治委员孙仁道
  - 第5团
  - 第6团

### 新编第3旅
- 新编第3旅，旅长韩先楚、后由赵基梅代任。政治委员谭甫仁，副旅长赵基梅，参谋长李星三，政治部主任黄惠良。
  - 第7团：团长余克勤，政治委员谢福林
  - 第8团：团长龙世兴，政治委员张旭
  - 第9团：团长李天德，政治委员刘聚奎

### 第344旅
- 第344旅，旅长刘震、政治委员唐亮，参谋长沈启贤，政治部主任高农斧。该部由1940年6月南下华中，编入四纵队。
  - 第687团
  - 第688团
  - 第689团

### 南进支队
- 南进支队，司令员赵承金、政治委员谭冠三、参谋长刘玉璋、政治部主任张毅忱。1940年初，该部队归第2纵队指挥，建制仍属第3纵队。
  - 第16团：团长盛治华、政治委员邓东哲、政治处主任赵均一
  - 第21团：团长邢芳银、政治委员曾凡有、副团长胡乃超、参谋长刘吉林、政治处主任殷锡林
  - 回民支队：支队长马本斋、政治委员郭六顺、政治处主任丁铁石

## 晋察冀军区
晋察冀军区，司令员兼政委聂荣臻，参谋长聂鹤亭，副参谋长唐延杰，政治部主任舒同，副主任朱良才。
- 司令部
  - 第1科：科长路遐
  - 第2科：科长李延赞
  - 第3科：科长刘彬
  - 机要科：科长黄鹏
  - 副官处：处长刘显宜

- 政治部
  - 组织部：部长王宗槐
  - 宣传部：部长潘自力
  - 敌工部：部长厉男
  - 锄奸部：部长余光文
  - 民运部：部长陈大凡

- 总务处：处长吴志远
- 供给部：部长查国祯

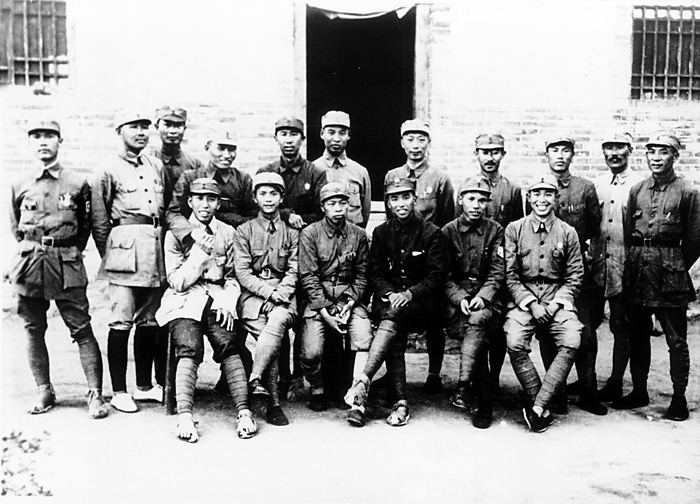
1939年晋察冀军区在河北唐县何家庄召开会议。前排左起王震、舒同、罗元发、萧克、朱良才、刘道生，后排左起陈漫远、赵尔陆、马辉之、程子华、王平、彭真、聂荣臻、关向应、邓华、孙毅

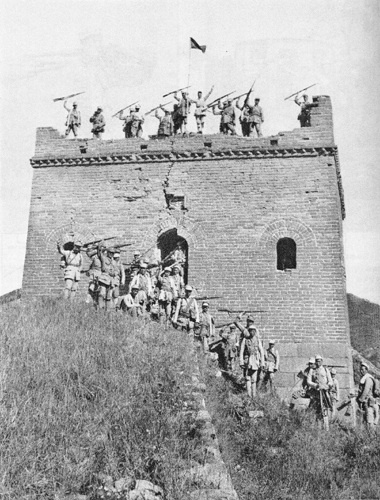
晋察冀军区部队参加百团大战之涞灵战役，此为八路军将士攻克东团堡后的庆祝画面

- 卫生部：部长叶青山、政治委员黄华清、副部长游胜华
- 兵工部：部长刘再生、政治委员杨成

- 军区教导团：团长唐延杰（兼）、政治委员郑维山、政治处主任肖时任
- 军区骑兵团：团长刘云彪、政治委员蔡顺礼、副团长范昌标、参谋长童锡向、政治处主任蔡顺礼（兼）
- 抗日军政大学第2分校，校长孙毅。

### 第一军分区
- 第一军分区，司令员杨成武、政治委员罗元发、副司令员高鹏、参谋长黄寿发、政治处主任罗元发
  - 第1支队：团长陈正湘、政治委员袁升平、参谋长杨尚坤
  - 第1团：团长宋玉琳、政治委员朱遵斌、参谋长马青山、政治处主任朱利
  - 第3团：团长邱蔚、政治委员邓经纬、副团长肖应棠、政治处主任方国华
  - 第5支队：司令员韩庄（代）、政治委员王道邦、副政治委员王建中、参谋长晨光、政治部主任李雪连
  - 第25团：团长宋学飞、副团长马佩然、参谋长张如三
  - 第26团：团长詹道奎、政治委员詹道奎（兼）、副团长赵竞生

### 第二军分区
- 第二军分区，司令员郭天民、政治委员赵尔陆、参谋长赵冠英、政治部主任汪之力、副参谋长熊德臣
  - 第4团：团长韩伟、政治委员肖文玖、副团长曾保堂、副政治委员黄文、参谋长周宏、政治处主任谢明
  - 第19团：团长李和辉、政治委员林接彪、副团长刘东记、副政治委员曾美、参谋长葛秀峰

### 第三军分区
- 第三军分区，司令员黄永胜、政治委员兼政治部主任王平、参谋长肖思明、政治部副主任邱先通
  - 第2团：团长唐子安、政治委员黄文明、政治处主任黄作珍
  - 第20大队：团长刘兴隆、政治委员李光辉、参谋长陈焕、政治处主任贾其敏

### 第四军分区
- 第四军分区，司令员熊伯涛、政治委员刘道生、参谋长叶长庚、政治处主任袁心纯
  - 第5团：团长陈祖林、政治委员肖锋、副团长王作藩、副政治委员廖庆先、政治处主任廖庆先（兼）
  - 特务团：团长王光文、政治委员陈海涵、副团长侯正果、参谋长包镇、政治处主任于英川
  - 平井获支队：支队长蒋树、政治委员钟士琦、副支队长韩光宇、副支队长陶品三、政治处主任钟炳昌、副参谋长刘德泰

### 第五军分区
- 第五军分区，司令员邓华、政治委员李天辉、政治部主任王紫峰
  - 第6团：团长季光顺、政治委员马龙、参谋长陈开禄、政治处主任孔瑞之
  - 游击军：司令员王溥、政治委员赵国泰、政治处主任康健生

### 第三纵队兼冀中军区
- 第三纵队兼冀中军区，司令员吕正操、政治委员程子华、参谋长孙毅、政治部主任孙志远、副参谋长李英武、政治部副主任卓雄
  - 骑兵第2团：团长马占魁、政治委员范昌标
  - 教导团：团长章申、政治委员辛元俊

### 第六军分区

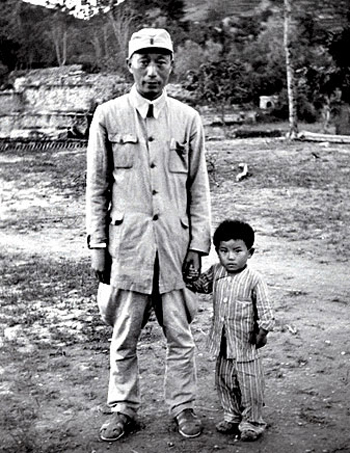
百团之战后，聂荣臻与日军遗孤栫美穂子合影，随后聂帅归还栫美穂子于日军。

- 第六军分区兼警备旅，司令员王长江、政治委员旷伏兆、参谋长张存实、政治部主任周干民
  - 警备第1团：团长张文奎、政治委员王先臣、副团长林海清、参谋长张干亭、政治处主任黄彬森
  - 警备第2团：团长姚进芳、政治委员谭斌、参谋长郭慕汾、政治处主任于斌
  - 游击总队：总队长张续展、政治处主任赵波

### 第七军分区
- 第七军分区，司令员于权伸、政治委员吴西、副司令员兼参谋长阎九祥、政治处主任王智群、副主任甘春雷
  - 第17团：团长闵鸿友、政治委员姚国民、副团长马官友、参谋长饶民学、政治处主任孙洪志
  - 第22团：团长欧阳霖、政治委员梁达三、参谋长刘进、政治处主任贾一民
  - 游击总队：总队长尹诗炎、政治处主任苏林

### 第八军分区
- 第八军分区，司令员常德善、政治委员王远音、参谋长刘子奇、政治部主任张逊之
  - 第23团：团长张培荣、政治委员魏洪亮、副团长曹玉振、参谋长高法保、政治处主任孟庆武
  - 第30团：团长黎光、政治委员汪威、参谋长于占明、政治处主任张兴
  - 游击总队：总队长孔庆同

### 第九军分区
- 第九军分区，司令员孟庆山、政治委员帅荣、参谋长孙然、政治部主任李天焕
  - 第18团：团长焦玉礼、政治委员钟华农、政治处主任杨立
  - 第24团：团长何元富、政治委员黄明政、副团长魏文建、参谋长刘子仪、政治处主任李文光
  - 第33团：团长万振西、政治委员钟州、参谋长钟英、政治处主任汪新峰
  - 游击总队：总队长侯兆之、政治处主任徐超

### 第十军分区
- 第十军分区，司令员朱占奎、政治委员周彪、参谋长肖新槐、政治部主任钱应麟
  - 第27团：团长杨秀昆、政治委员杨子华、参谋长韩双亭、政治处主任李景朴
  - 第29团：团长陈德仁、政治委员梁金龙、参谋长孙家彬、政治处主任蒋崇景
  - 第32团：团长刘秉彦、政治委员陈明枫、参谋长李得海、政治处主任李绍清
  - 游击总队：总队长舒行、政治委员高钧

### 冀热察挺进军

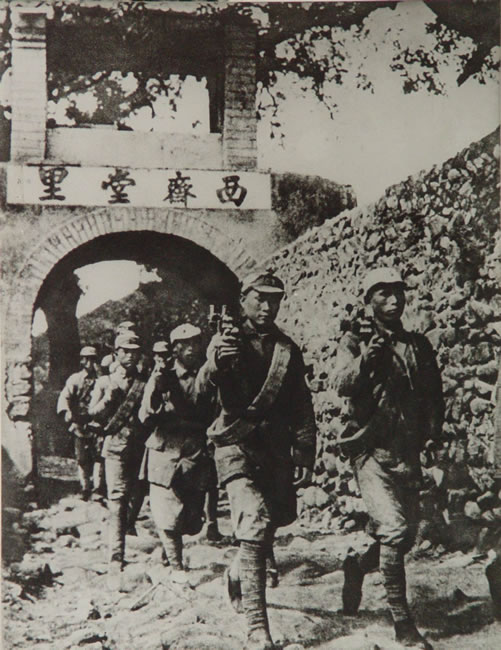
1939年，冀热察挺进军到达平西，占领西斋堂里，八路军势力逼近日军占领的北平城

冀热察挺进军，1939年2月7日，其以第4纵队为基础在平西成立（4纵队番号同时撤销），归晋察冀军区指挥。1940年7月成立冀东军分区，秋，成立平北军分区。司令员肖克、参谋长程世才、政治部主任伍晋南、副主任潘峰。
- 司令部
  - 第2科：科长符林
  - 第3科：科长贾玉歧
  - 第4科：科长洪觉

- 政治部
  - 组织部：部长刘慎之
  - 宣传部：部长胡光
  - 民运部：部长王巍
  - 锄奸部：部长方国

- 平西军分区
  - 第7团：团长陈仿仁、副团长曹志学、参谋长彭寿生、政治处主任李水清
  - 第9团：团长黄光明、政治委员王季龙、副团长赵文进、参谋长唐家礼、政治处主任张汉民

- 平北军分区，司令员程世才（兼），政治委员段苏权。
  - 第10团：团长白乙化、政治委员潘峰、参谋长才山、政治处主任吴涛
  - 挺进支队：支队长刘开锡、政治委员钟辉琨

- 冀东军分区，司令员李运昌、政治委员李楚离、副司令员包森、参谋长曾克林、政治部主任刘诚光
  - 第12团：团长陈群、政治委员刘诚光、参谋长欧阳波萍、政治处主任曾辉
  - 第13团：团长包森、政治委员包森（兼）、副团长单德贵、政治处主任洪涛

## 第四纵队

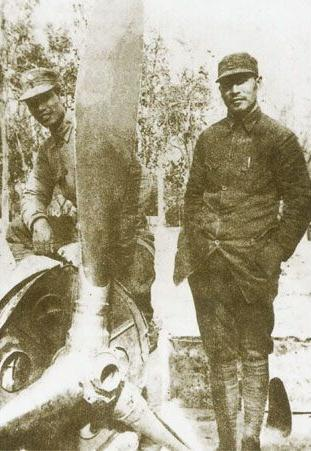
1940年，彭雪枫与张震在板桥集战斗中被击落的日军飞机残骸前留影

1939年，由第二纵队南下部队344旅、新编第2旅与新四军第六支队合编后重组为八路军第四纵队。司令员兼政治委员彭雪枫，参谋长张震，政治部主任肖望东。1941年初，改编为新四军第四师。
下属抗日军政大学第4分校，校长兼政委彭雪枫。
- 直属特务团：团长程致远，政委蔡文福
- 直属独立团

- 第4旅，旅长刘震、政治委员康志强
  - 第11团：团长盛世坤，政委朱世金
  - 第12团：团长王德荣，政委王德贵

- 第5旅，旅长滕海清、政治委员孔石泉
  - 第13团：团长张太生，政委张太生
  - 第14团：团长姚运良，政委黎同新

- 第6旅，旅长谭友林（饶子健代理）、政治委员赖毅、副旅长吴信容
  - 第16团：团长张永远，政委李廷杰
  - 第17团：团长刘子仁[4]
  - 第18团：团长吴信容[4]（兼）、寿松涛（后），政委蔡永

- 豫皖苏边区保安司令部：司令耿蕴斋[4]
  - 肖县独立团
  - 永城独立团
  - 睢杞独立团

## 第五纵队

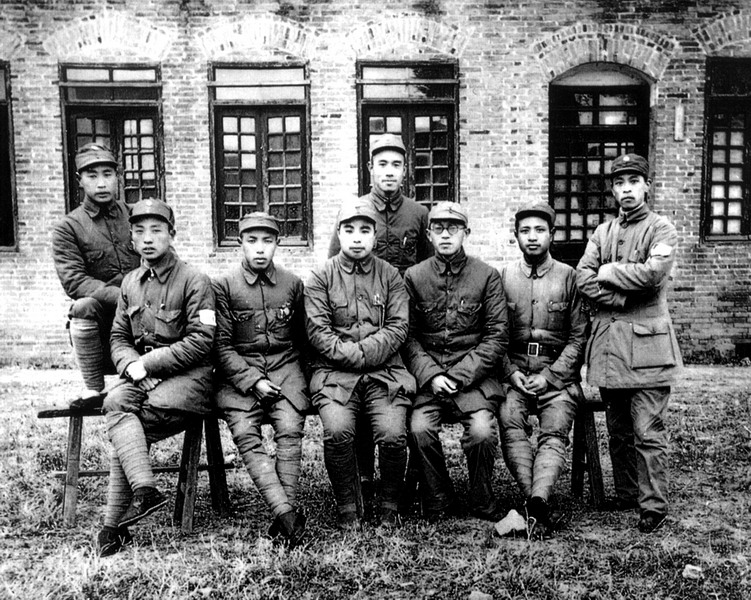
1940年，八路军第五纵队司令员兼政委黄克诚（前排右三）同其他干部合影

第五纵队司令员兼政治委员黄克诚、参谋长韩振纪、政治部主任吴法宪、副主任邓逸凡。1940年6月，该部队由344旅687团、第四纵队第二旅与皖东北的苏鲁豫支队、陇海南进支队、第四总队合编。1941年初，改为新四军第三师。

### 第一支队
- 第一支队：司令员彭明治、政治委员朱涤新、政治部主任吴法宪。1940年8月，由苏鲁豫支队改称，仍用原番号，同年10月10日，改称教导第1旅，归建115师。
  - 第1团：团长胡炳云，政委田维扬，参谋长颜立荣，政治处主任王东保
    - 第一营：营长刘治国，教导员宋维栻
    - 第二营：营长周良贵，教导员杨忠堂
    - 第三营：营长张万春，教导员石瑛
    - 独立营：营长王业奎，教导员丁光辉

  - 第2团：团长周长胜，政委冯志祥，参谋长楚牒华，政治处主任邱子明
  - 第3团：团长俞增林，副团长王良太

### 第二支队

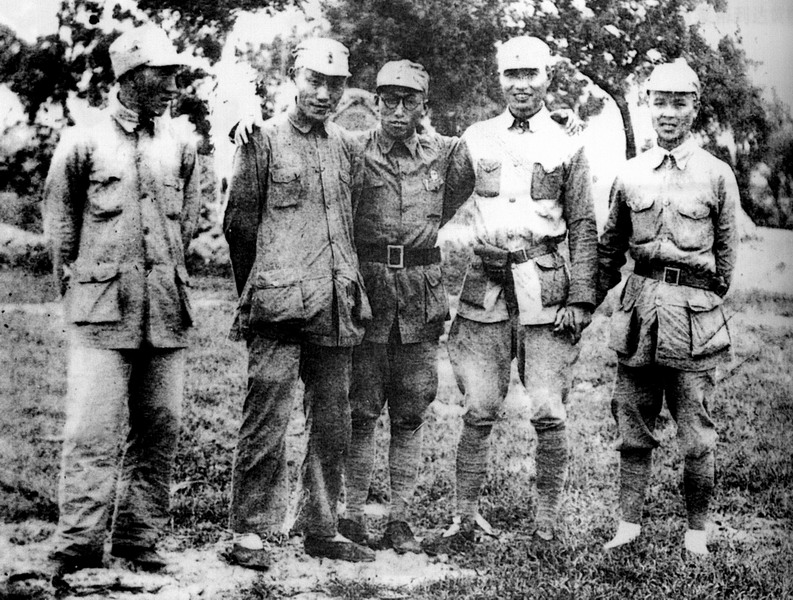
1940年7月，八路军第五纵队部分将领于皖东北合影。图从左依次为韩振纪、刘瑞龙、田守尧、张爱萍、韦国清

- 第二支队：司令员田守尧、政治委员吴信泉，副司令常玉清，政治部主任李雪三
  - 第5团：团长覃健，政委贺大增
  - 第6团：团长胡继成，政委鲍启祥
  - 第10团：团长张天云，政委张池明

### 第三支队
- 第三支队：司令员张爱萍、政治委员韦国清，副司令孙象涵，参谋长杨志雅，政治部主任张震球，政治部副主任张震寰
  - 第7团：团长孙象涵，政委李浩然
  - 第8团：团长翁叙文，政委谢锡玉
  - 第9团：团长赵汇川，政委蒋明
  - 泗阳独立团：团长夏如海，政委孟亚人

- 皖东北保安司令部，司令员张爱萍（兼）
  - 宿县独立团

## 后方留守兵团
后方留守兵团，司令员萧劲光、参谋长曹里怀、政治部主任莫文骅。
- 参谋处：处长张文舟、第一科科长张松涛、第二科科长游正刚、第三科科长曹振辉、第四科科长邵震。
- 副官处：处长李长暐；队列科长殷鉴、管理科长高明灿。
- 秘书处：处长李郁文
- 军医处：处长李资平、野战医院院长靳来川
- 供给处：处长姚醒吾、均需科长傅家佑、粮秣科长张安南

- 兵团直属警备第1团：团长贺晋年、政治委员曹家庆、副团长廖纲绍、参谋长罗元忻。
- 兵团直属警备第4团：团长陈先瑞、政治委员宋金华、副团长李学先、参谋长黄朝天。
- 兵团直属警备第5团：团长白志文、政治委员李宗贵、副团长刘孝德、参谋长陈美德。
- 兵团直属特务团：团长孔令甫、政治委员康健民、参谋长王汉如。
- 兵团直属骑兵团：团长刘国祯、政治委员袁光、副团长陈国栋、参谋长马裕民。

### 保安司令部
司令员高岗，副司令员周兴、政治部主任吕振球、副主任黄永辉，下辖关中军分区、庆怀军分区、三边军分区、神府军分区。
- 关中军分区：司令员张仲良、政治委员习仲勋、参谋长唐焕亭
- 庆怀军分区：司令员王世泰、政治委员马文瑞、参谋长张吉厚
- 三边军分区：司令员白寿康、政治委员刘英勇、参谋长齐渭川
- 神府军分区：司令员黄罗斌、政治委员张秀山、参谋长杨文模

- 保安第2团
- 保安第4团
- 保安骑兵团

### 第385旅兼陇东军分区
第385旅兼陇东军分区，旅长兼司令员王维舟、政治委员甘渭汉、副旅长兼参谋长耿飚
- 第770团：团长张才千、政治委员肖元礼、参谋长寇惠民、政治处主任黄现华
- 警备第2团：团长周球保；副团长徐国珍、参谋长张书祥
- 警备第7团：团长袁渊、政治委员刘随春

### 第359旅兼绥德警备司令部
第359旅兼绥德警备司令部，旅长兼司令员、兼政治委员王震、副旅长郭鹏、参谋长唐子奇、政治部主任袁任远、副主任王恩茂。1939年10月，第359旅从晋察冀边区移防至陕甘宁边区，简体绥德警备司令部防务，归留守兵团指挥，建制仍属第120师。
- 第717团：副团长兼代理团长陈外欧、政治委员晏福生、副政治委员兼政治处主任廖明、参谋长李迎希
- 第718团：团长陈宗尧、政治委员李栓、副团长何远平、副政治委员熊晃、参谋长贺盛桂、政治处主任邓利亚
- 第719团：团长张仲瀚、政治委员曾涤、副团长贺庆积、参谋长刘顺文、政治处主任金忠藩
- 第4支队：支队长徐国贤、政治委员谭文邦
- 雁北支队：支队长苏鳌、政治委员贺振新、参谋长肖飞

### 警备第1旅兼关中警备司令部
警备第1旅兼关中警备司令部，旅长兼司令员文年生、政治委员阎红彦。1939年12月，以原岁的警备司令部所辖部队为基础成立警备第1旅，调防关中地区，并兼关中警备司令部。
- 警备第3团：政治委员杜平、副团长彭上坤、参谋长刘永源
- 警备第8团：团长龙将元、政治委员余非、副团长张德发、参谋长徐其海